# Theo Pracher
Theo Pracher (* 1926 in Halle (Saale); † Oktober 1993 in Hannover) war ein deutscher Operettenbuffo, Schauspieler und Theater-Regisseur.

## Leben
Pracher begann zunächst eine Lehrerausbildung in Cottbus, wurde dann aber als Soldat eingezogen. In englischer Kriegsgefangenschaft spielte er Theater. Nach seiner Entlassung aus der Gefangenschaft im September 1946 bekam er einen Vertrag als jugendlicher Komiker und Operettenbuffo bei den Kammerspielen Bad Harzburg. Seine nächsten Bühnenstationen waren das Städtebundtheater Osterode und die Städtischen Bühnen Göttingen. 1949 spielte Pracher hier als Operetten-Buffo bereits mit Ruth Lommel. Ab 1952 spielte Pracher im Thalia-Theater in Hannover  unter der Direktion von Gerhard Böhnicke zumeist Schauspielrollen und als Operettenbuffo. Hier entstanden ab 1960 auch seine ersten Regiearbeiten, ein Weihnachtsmärchen und zwei Operetten.
Ab 1962 widmete sich Pracher vermehrt dem Schauspiel und wechselte zunächst zum Theater im Künstlerhaus in Hannover, inszenierte 1963 am dortigen Kleinen Theater in der Schillerstraße „Draußen vor der Tür“ von Wolfgang Borchert und trat im gleichen Jahr ins Schauspielensemble der Landesbühne Hannover ein, mit dem er ab 1964 auch bei Musik und Theater in Herrenhausen in Erscheinung trat. Seine Antrittsrolle 1963 war der Postmeister in Gogols „Der Revisor“.
Schon zu seinen Operettenzeiten war Pracher mit dankbaren Rollen ein Publikumsliebling in Hannover und blieb dies auch als Charakterschauspieler: „In der Rolle des abgerissenen Marquis von Forlipopolo feierte Theo Pracher einen Triumph. Wie seine hagere Gestalt in dem schäbigen Rock über die Bühne steltzte und huschte, wie er Sprache und Mimik eins werden ließ, wie er mit fahrigen Bewegungen unablässig ein Schnupftuch zum Munde führte, wie er hinter der Komik dieser Figur auch das Tragische durchschimmern ließ, das war eine brillante Charakterstudie, die verdientermaßen mit Sonderapplaus bedacht wurde.“
Später spielte Pracher Tourneen, unter anderem 1971 mit dem Tournee-Theater Thespiskarren, Hannover, und 1980 mit dem Renaissance-Theater, Berlin. 1967 und noch einmal 1980 führte er am Neuen Theater Regie bei dem Stück Der Lügner und die Nonne von Curt Goetz.
1993 erlag Pracher einem Herzinfarkt.

## Rollen
- 1952: Film Ein ganz großes Kind, Regie Paul Verhoeven, mit Georg Thomalla, Angelika Hauff und anderen[5]
- 1952/1953: Enterich (Kerkermeister) in Der Bettelstudent im Thalia-Theater Hannover[6]
- 1953/1954: Professor Fisch in Hochzeitsnacht im Paradies im Thalia-Theater Hannover[7]
- 1965: Henrik Ibsen: Peer Gynt, Drama, Regie Reinhold Rüdiger, mit Theo Pracher u. a.[8]
- 1970: Cole Porter: Kiss me Kate, Musical, mit Gabriele Jacoby, Hans-Gerd Kübel, Theo Pracher, Wolfgang Völz u. a., aufgeführt u. a. in der Robert-Koch-Realschule Langenhagen[9]
- 1971: Walter Hasenclever: Ein besserer Herr, Lustspiel, Regie: Günther Sauer, mit Hansjörg Felmy, Theo Pracher und anderen, aufgeführt u. a. im Sauerlandtheater Arnsberg[10]
- 1972: Carl Sternheim: Bürger Schippel, Regie H. A. Stelter, mit Heinz Filges, Dirk Dautzenberg, Theo Pracher u. a.[11]
- 1980: Ephraim Kishon: Der Schützling Komödie. Regie: Reinhold K. Olszewski, mit Walter Giller, Theo Pracher, Heinz Spitzner, Eric Schildkraut, Toni Herbert, Maria Mommartz, Martin Brandt und Gertie Honeck. Aufgeführt u. a. in Hofgarten Immenstadt[12]
- 1982:	Der Floh im Ohr, Komödie mit Walter Giller, Dany Sigel, Henry König, Theo Pracher und anderen. Aufgeführt u. a. in Rodgau[13]